# 31231 Утманн
31231 Утманн (31231 Uthmann) — астероїд головного поясу, відкритий 1 лютого 1998 року.
Тіссеранів параметр щодо Юпітера — 3,369.